# Microstomatidae
Famille
Les microstomatidés (Microstomatidae) forment une famille de petits poissons abyssaux, appartenant à l'ordre des Osmeriformes.

## Genres
Il y a 20 espèces dans 3 genres:
- Genre Microstoma
  - Microstoma microstoma (Risso, 1810).
- Genre Nansenia
  - Nansenia ahlstromi Kawaguchi & Butler, 1984.
  - Nansenia antarctica Kawaguchi & Butler, 1984.
  - Nansenia ardesiaca Jordan & Thompson, 1914.
  - Nansenia atlantica Blache & Rossignol, 1962.
  - Nansenia candida Cohen, 1958.
  - Nansenia crassa Lavenberg, 1965.
  - Nansenia groenlandica (Reinhardt, 1840).
  - Nansenia iberica Matallanas, 1985.
  - Nansenia indica Kobyliansky, 1992.
  - Nansenia longicauda Kawaguchi & Butler, 1984.
  - Nansenia macrolepis (Gilchrist, 1922).
  - Nansenia megalopa Kawaguchi & Butler, 1984.
  - Nansenia oblita (Sarato, 1888).
  - Nansenia obscura Kobyliansky & Usachev, 1992.
  - Nansenia pelagica Kawaguchi & Butler, 1984.
  - Nansenia sanrikuensis Kanayama & Amaoka, 1983.
  - Nansenia tenera Kawaguchi & Butler, 1984.
  - Nansenia tenuicauda Kawaguchi & Butler, 1984.
- Genus Xenophthalmichthys
  - Xenophthalmichthys danae Regan, 1925.